# Висока (Мазовецьке воєводство)
Висока (пол. Wysoka) — село в Польщі, у гміні Шидловець Шидловецького повіту Мазовецького воєводства.
Населення — 174 особи (2011).
У 1975-1998 роках село належало до Радомського воєводства.

## Демографія
Демографічна структура станом на 31 березня 2011 року:
|          | Загалом | Допрацездатний вік | Працездатний вік | Постпрацездатний вік |
| -------- | ------- | ------------------ | ---------------- | -------------------- |
| Чоловіки | 86      | 25                 | 47               | 14                   |
| Жінки    | 88      | 18                 | 44               | 26                   |
| Разом    | 174     | 43                 | 91               | 40                   |